# Commune (Liturgie)

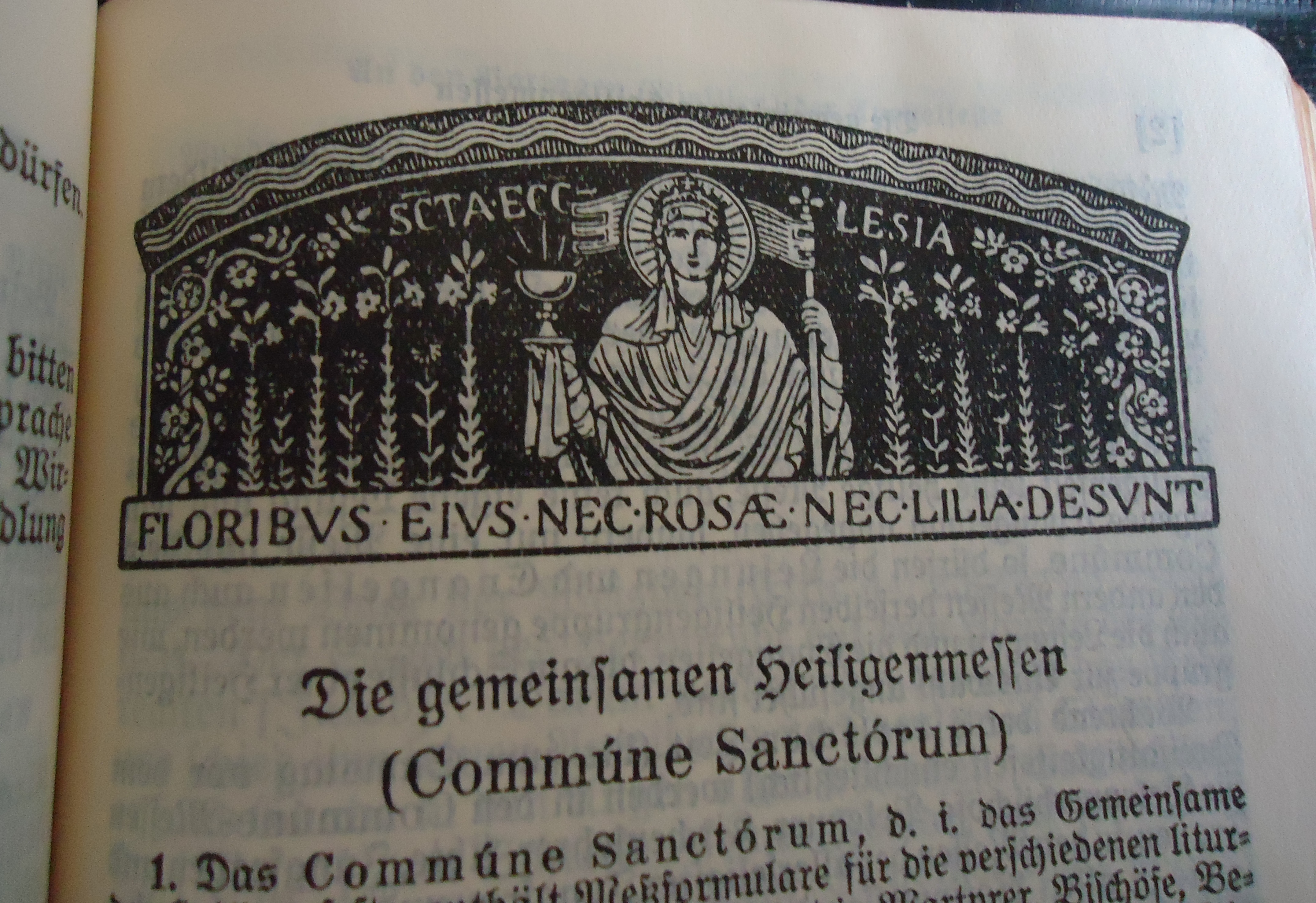
Beginn des Commune Sanctorum im Schott-Messbuch von 1952

Der Begriff Commune (Neutrum des lat. Adjektivs communis, allgemein, gemeinsam) bezeichnet in der Liturgie gemeinsame Texte des Propriums für bestimmte Feste und Gedenktage von Heiligen, die keine eigenen Propriumstexte haben. So haben in den liturgischen Büchern viele Heilige nur ein eigenes Tagesgebet, das Gabengebet und das Schlussgebet der Heiligen Messe werden dann aus dem entsprechenden Commune genommen.
Solche Communia gibt es sowohl im Messbuch als auch im Stundenbuch. Das Commune eines liturgischen Buches ist gegliedert in Gebete, Antiphonen und Hymnen für Kirchweih und die Gedenktage der Heiligen (Märtyrer, Kirchenlehrer, Jungfrauen, Apostel, Hirten der Kirche). Zudem enthält es Communetexte für Marienfeste und das Gedächtnis der Verstorbenen. 
Das Lektionar enthält einen Communeteil mit zusätzlichen Lesungen für den Fall, dass ein Fest in der betreffenden Kirche den Rang eines Hochfests hat, etwa an ihrem Patrozinium.